# Coryanthes senghasiana
Coryanthes senghasiana là một loài thực vật có hoa trong họ Lan. Loài này được G.Gerlach mô tả khoa học đầu tiên năm 1988.